# Candy Clark
Candy Clark, właściwie Candace June Clark (ur. 20 czerwca 1947 w Norman w stanie Oklahoma, USA) – amerykańska aktorka filmowa i telewizyjna.
Za drugoplanowy występ w filmie Amerykańskie graffiti Amerykańska Akademia Filmowa nominowała ją do Oscara. Rola Kate w dreszczowcu akcji Błękitnym gromie przyniosła jej z kolei nominację do nagrody Saturna w kategorii najlepsza aktorka drugoplanowa. Gościnnie Clark wystąpiła w serialach: CBS Magnum i Simon & Simon, NBC Hunter i St. Elsewhere oraz NBC/ABC Matlock. Pojawiła się w filmach Amityville III: Demon (1983), Krew niewinnych (2000), Buffy, postrach wampirów (1992), This Is How the World Ends (2000).
Przez wiele lat spotykała się z aktorem Jeffem Bridgesem, którego poznała na planie filmu Zachłanne miasto (1972). Dwukrotnie zamężna – w latach 1978–1979 była żoną ewangelisty Marjoe Gortnera, w roku 1987 zaś poślubiła Jeffa Walda, z którym rozwiodła się rok później.